# Birger Vallgårda
Karl Birger Vallgårda, född 26 mars 1923 i Bälinge socken, Uppsala län, död 13 juni 2004 i Stockholm, var en svensk jurist och lagman i Bodens tingsrätt från 1973 till 1979 och i Hedemora tingsrätt 1979-1984.
Vallgårda blev juris kandidat vid Uppsala universitet 1949. Han genomförde tingstjänstgöring 1949-1952 och var fiskal vid Hovrätten för Övre Norrland 1953. Han bedrev privat advokatverksamhet 1953-1961, var rådman vid Luleå domsaga 1961-1967 och hovrättsråd vid Hovrätten för Övre Norrland 1967-1970, därefter rådman i Helsingborg 1970-1973. Han var lagman vid Bodens tingsrätt 1973-1979, vid Hedemora tingsrätt 1979-1984  och chefsrådman vid Södra Roslags tingsrätt 1984.1990.
Vallgårda var son till lantbrukare Fritz V och hans maka Rut, född Österberg. Han var från 1951 gift med Elsa, född Nilsson  1925.